# 徳島県の城
徳島県の城（とくしまけんのしろ）は徳島県内にかつてあった城館をとりまとめたものである。

## 徳島市

徳島城

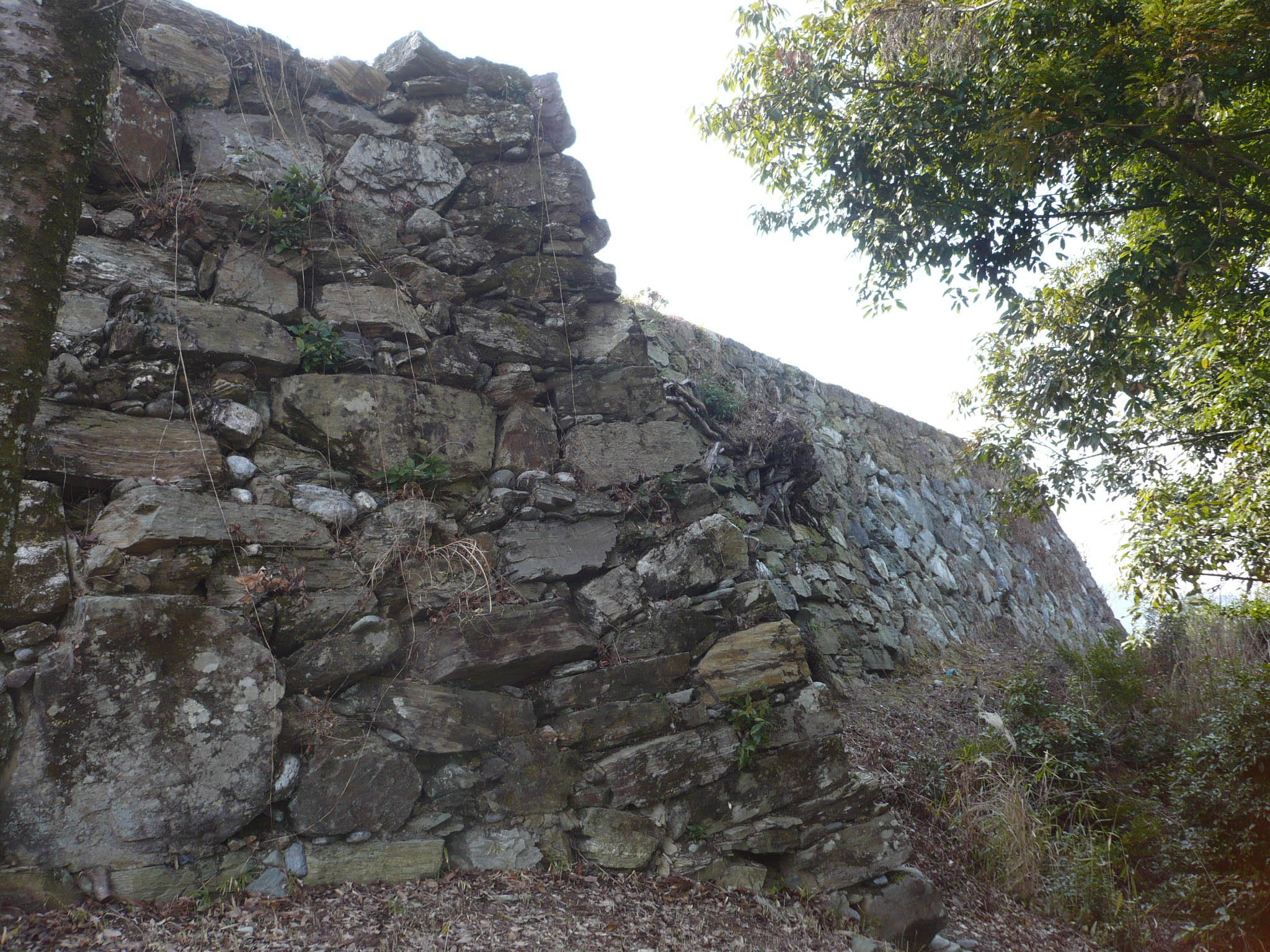
一宮城

- 徳島城
- 一宮城
- 夷山城
- 芝原城
- 名東城
- 今切城
- 矢野城
- 蔵本城

## 鳴門市
- 撫養城（岡崎城）
- 木津城
- 土佐泊城
- 姫田城

## 小松島市
- 立江城

## 阿南市
- 今津塁
- 平島館
- 岩脇塁
- 中荘塁
- 服部城 (大井砦)
- 大井館
- 吉井城
- 加茂城
- 上大野城
- 中大野城
- 五箇荘城 (竹原塁)
- 岡塁
- 井関谷塁
- 今市城
- 香美城
- 牛岐城（富岡城）
- 大潟城
- 西方城
- 中荘城
- 松鶴城
- 土井館
- 本庄城
- 宮内城
- 桑野城
- 岡山城
- 芥川城
- 野々島城
- 井島城 (伊島城)

## 吉野川市

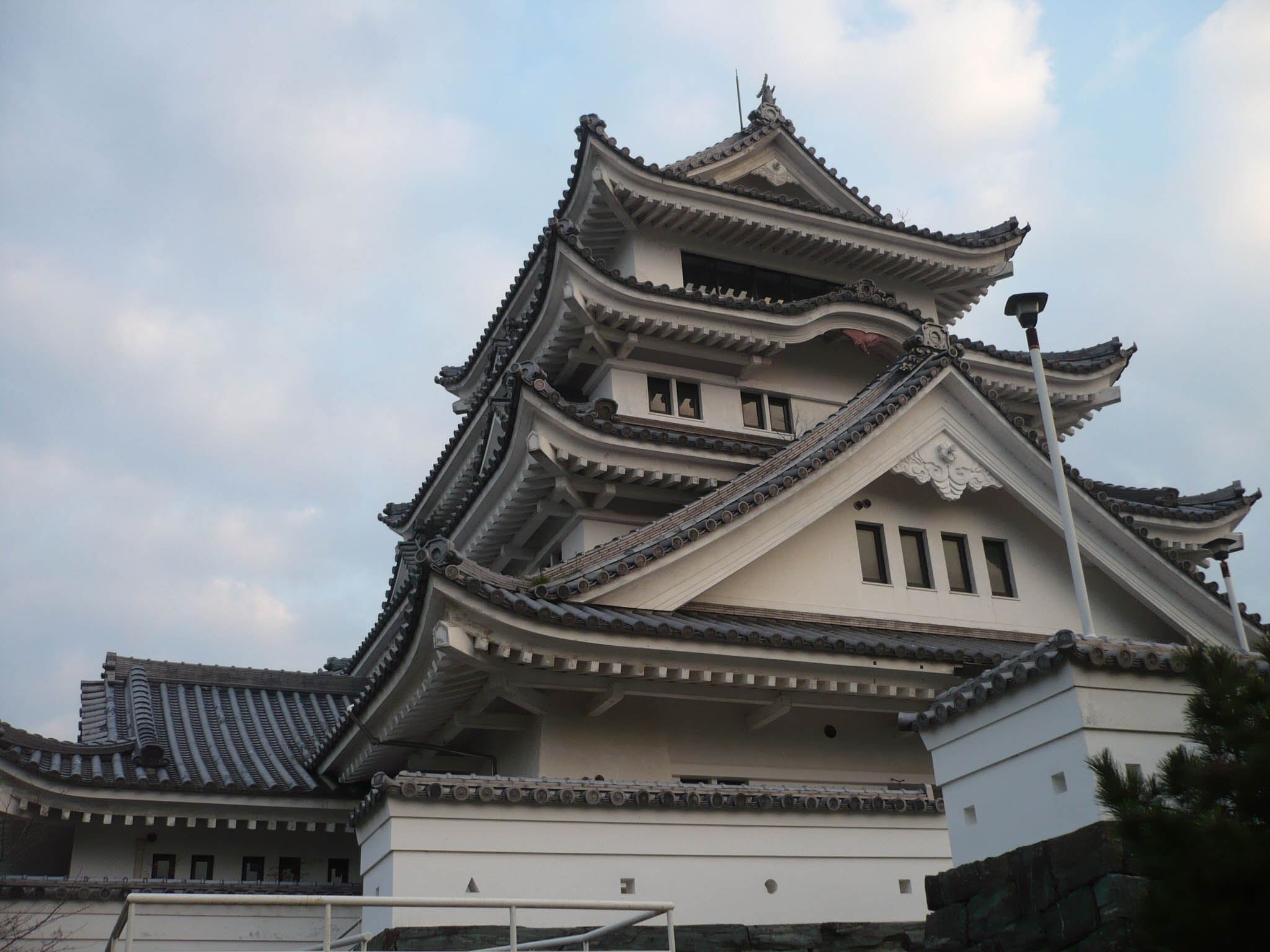
川島城

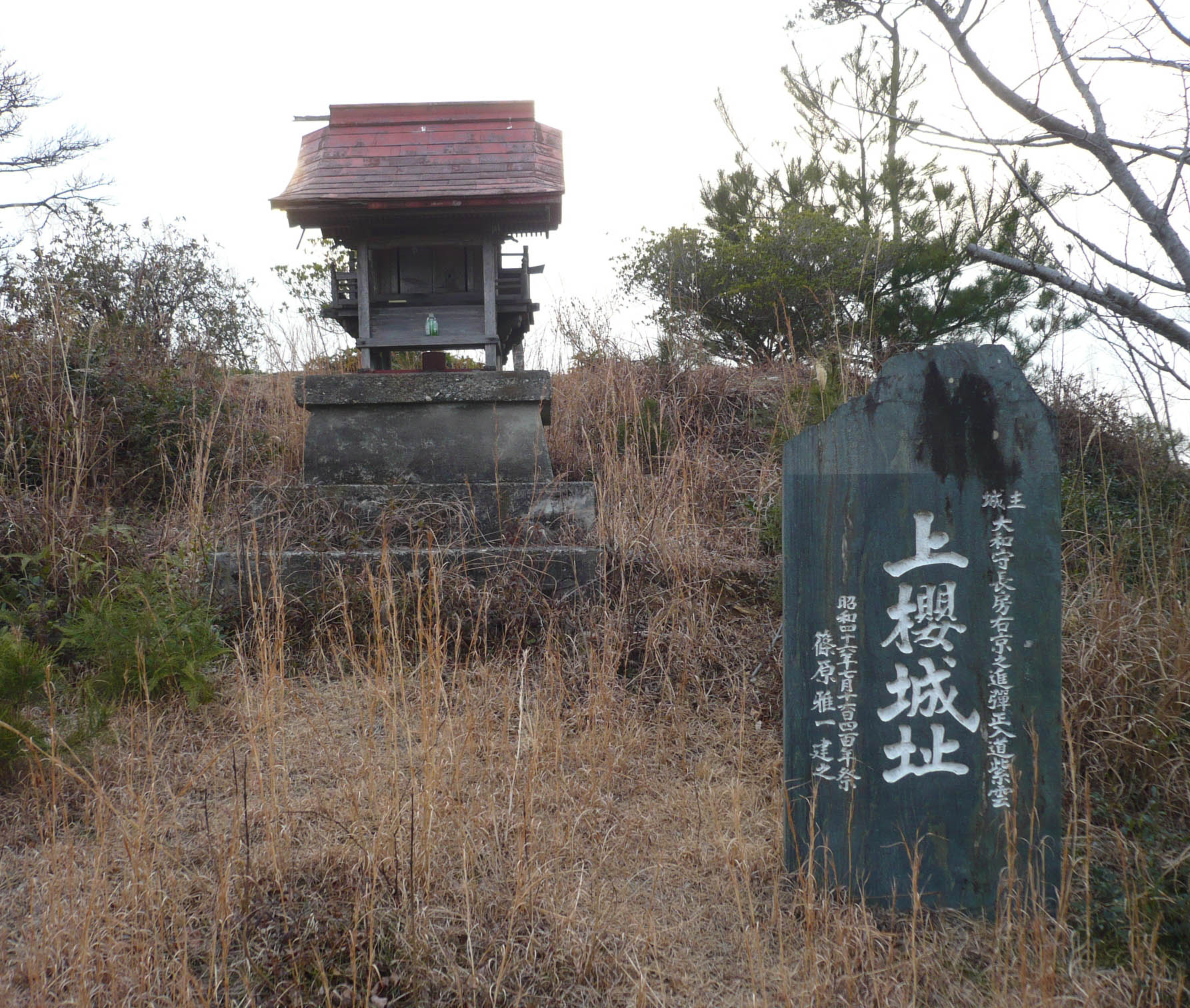
上桜城

- 井上城
- 青木城
- 川島城
- 上桜城
- 飯尾城
- 内原城
- 根井城

## 阿波市
- 秋月城
- 西条城
- 西林城
- 日開谷城
- 山野上城
- 郡城

## 名西郡
- 桜間城
- 鳥坂城
- 徳里城

## 那賀郡
- 仁宇城

## 海部郡
- 阿部城
- 由岐城
- 木岐城
- 日和佐城
- 牟岐城
- 吉野城
- 海部城
- 吉田城
- 宍喰城

## 板野郡

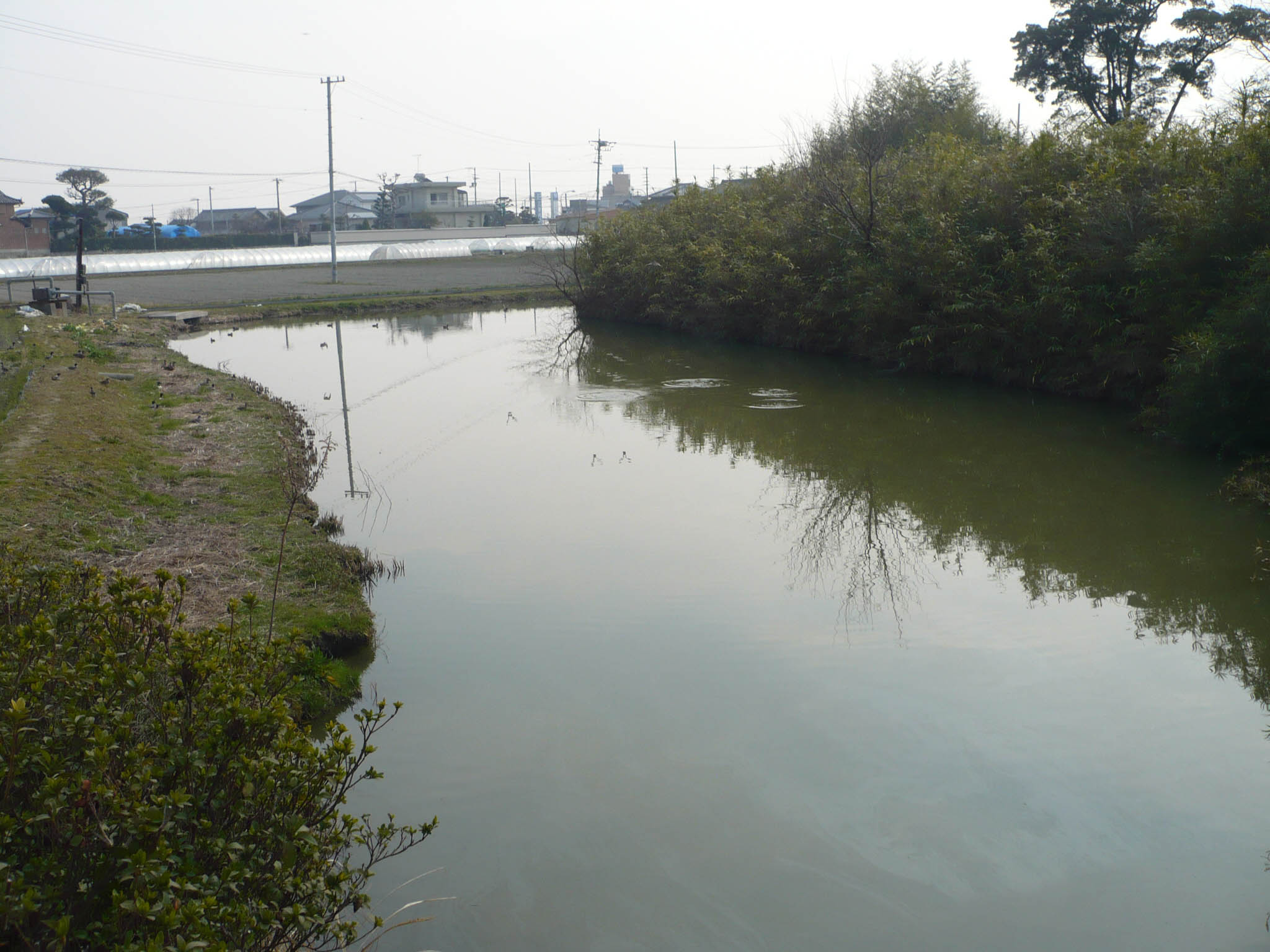
勝瑞城

- 勝瑞城
- 板西城
- 七条城

## 美馬市
- 三谷城
- 森遠城
- 脇城
- 岩倉城
- 重清城

## 美馬郡
- 貞光城

## 三好市
- 芝生城
- 大西城
- 白地城
- 川崎城
- 大利城
- 田尾城（白地山城）
- 八石城（八ツ石城）

## 三好郡
- 東昼間城
- 金丸城